# Maison rouge (Îles Salomon)
La Maison rouge (en anglais : Red House) est la résidence officielle du Premier ministre des Salomon. Située en surplomb de la capitale, Honiara, à proximité du Parlement, elle « n'a rien de grandiose, et n'a que trois chambres ».
Bâtie dans les années 1950, alors que les Salomon sont un territoire britannique, elle sert initialement de résidence au Secrétaire des Finances de l'administration coloniale des Territoires britanniques du Pacifique occidental. En 1976, alors que le pays obtient son autonomie et amorce sa transition vers l'indépendance, son premier chef de gouvernement autonome, Peter Kenilorea, en fait sa résidence officielle. Il y demeure lorsqu'il devient premier ministre de l'État salomonais pleinement indépendant deux ans plus tard.
Depuis cette date, « la plupart des premiers ministres ont utilisé la Maison rouge comme résidence officielle ». Au début du XXIe siècle, toutefois, la résidence est parfois délaissée, par des premiers ministres qui préfèrent résider dans des hôtels à Honiara. En octobre 2011, le premier ministre Danny Philip prévoit de faire raser la Maison rouge, et de faire construire une nouvelle résidence officielle plus moderne. L'opposition dénonce ce projet comme un gaspillage, faisant valoir que la Maison rouge vient d'être rénovée. Un mois plus tard, le gouvernement Philip perd la confiance du Parlement, et le nouveau premier ministre Gordon Darcy Lilo annonce que la Maison rouge sera préservée. Il en fait à nouveau la résidence officielle du premier ministre, indiquant qu'il n'aura ainsi plus à dépenser l'argent du contribuable en frais d'hôtels ou de locations.